# Geoff Eley
Geoff Eley (Burton upon Trent, 4 de maig de 1949) és un historiador britànic especialitzat en la història d'Alemanya.
Es va doctorar a la Universitat de Sussex el 1974 i ha estat professor a la d'Ann Arbor, Michigan (EUA) des de 1979. I a hores d'ara hi és professor d'història contemporània.
L'obra de Geoff Eley es va centrar en un primer moment en el nacionalisme radical en l'Alemanya imperial. Més endavant, però, s'ha desenvolupat en altres camps, com ara en la reflexió teorètica i metodològica sobre la historiografia, o la història política de l'esquerra i del moviment obrer a Europa.
Eley és conegut pel seu estudi The Peculiarities of German History (que va ser publicat primerament en alemany com a Mythen deutscher Geschichtsschreibung el 1984), del qual ha estat coautor amb David Blackbourn.

## Obra
- A Crooked Line: From Cultural History to the History of Society. Ann Arbor: University of Michigan Press, 2005.
- Forging Democracy: The History of the Left in Europe, 1850-2000. Nova York: Oxford University Press, 2002. (Traducció espanyola Un mundo que ganar. Historia de la izquierda en Europa, 1850-2000. Editorial Crítica)
- Reshaping the German Right: Radical Nationalism and Political Change after Bismarck. Londres i New Haven: Yale University Press, 1980; nova ed. 1991.
- Wilhelminismus, Nationalismus, Faschismus: Zur historischen Kontinuität in Deutschland. Múnic: Verlag Westfälisches Dampfboot, 1991.
- From Unification to Nazism: Reinterpreting the German Past. Londres: Routledge, 1986.
- The Peculiarities of German History (amb David Blackbourn). Oxford: Oxford University Press, 1984.